# Крајпуташ Стевану Марковићу из Семедражи
Крајпуташ Стевану Марковићу из Семедражи (Oпштина Горњи Милановац) налазио се у селу Брђани. Био је подигнут војнику Стевану Марковићу из оближњег села Семедраж, који је погинуо у Српско-турском рату 1876. године.
Крајпуташ је, као секундарни грађевински материјал, био уграђен у кућу Радована Топаловића у засеоку Парлог, о чему сведочи натпис уклесан на крајпуташ: Ову кућу начини Радован Топаловић са његовим синовима Костом и Живојином и Павлом 1883. г. Мајстор ове куће Петроније Савић.
У фото документацији аутора књиге „Брђани” Миломира Глишића сачуване су две фотографије овог крајпуташа, снимљене 1983. године. Са предње стране била је приказана фигура војника, изнад чије је главе било лучно уклесано име: СТЕВАН МАРКОВИЋ. На полеђини могло је да се прочита: „Спомен овај подиже му Никола Марковић”.